# El Prat (Moià)
El Prat és una masia del municipi de Moià (Moianès) protegida com a bé cultural d'interès local.
Està situada al sud-est de Moià, a llevant de la carretera C-59 en el punt quilomètric 37,5, a llevant del Castellnou de la Plana. És al sud-est del Polígon industrial de Moià i de l'Ocella, i al nord-oest dels Clapers.

## Descripció
Gran casa pairal encarada a migdia. Aixecada sobre la pedra. La façana està estructurada en 2 nivells, presentant el superior esvelta galeria formada amb arcs rebaixats. Similar a la galeria de migdia hi ha una altra galeria a ponent. Ambdues han estat afegides (S. XVIII) al cos inicial, també del segle xviii. L'interior ha estat restaurat amb molta cura per part del seu propietari convertint l'edifici en un veritable palau. Recentment fou aixecada una capella semipública, respectant la tipologia original del conjunt.

## Història
La primera notícia històrica on es fa referència del Prat, és en l'acta de consagració de l'església parroquial (939) en què s'anomena el Prat d'Ademar referint-se segurament a l'actual Prat de la Plana. Malgrat l'existència d'aquest mas en el període 939-S.XVI, l'època del seu major esplendor es desenvolupa els segles xvii i xviii. En aquest últim fou quan s'aixeca l'edifici actual, un dels exemplars millor conservats de l'època. Un document del 1165 cita el Prat: és la primera notícia segura que tenim d'ell.